# Johnny Valiant
Thomas Sullivan (Pittsburgh (Pennsylvania), 25 november 1946 - aldaar, 4 april 2018), beter bekend als "Lucious" Johnny Valiant, was een Amerikaans professioneel worstelaar.
Hij overleed op 71-jarige leeftijd in het Allegheny General Hospital na een auto-ongeval.

## In worstelen
- Worstelaar managed
  - Brutus Beefcake
  - Hulk Hogan
  - The Spoiler
  - Greg Valentine
  - Dino Bravo
  - Demolition
  - The Destruction Crew
  - The Patriot
  - Jonnie Stewart
  - Kid USA

## Kampioenschappen en prestaties
- Championship Wrestling van Florida
  - NWA Florida Tag Team Championship (1 keer met Jimmy Valiant)
  - NWA United States Tag Team Championship (1 keer met Jimmy Valiant)

- Georgia Championship Wrestling
  - NWA Georgia Tag Team Championship (1 keer met Jimmy Valiant)

- NWA San Francisco
  - NWA World Tag Team Championship (1 keer met Jimmy Valiant)

- Pro Wrestling Illustrated
  - PWI Tag Team of the Year (1974) - met Jimmy Valiant

- World Wide Wrestling Federation - World Wrestling Federation
  - WWWF World Tag Team Championship (2 keer; 1x met Jimmy Valiant en 1x met Jerry Valiant)
  - WWF Hall of Fame (Class of 1996)

- World Wrestling Association
  - WWA World Heavyweight Championship (1 keer)
  - WWA World Tag Team Championship (3 keer met Jimmy Valiant)